# Missão Velha
Missão Velha este un oraș în statul Ceará (CE) din Brazilia.